# キーン (バンド)
キーン (Keane) はイギリス・イングランドのイースト・サセックス州バトル出身の男性4人組バンド。

## 略歴
- 1995年、パブリックスクールを共にしたティム、ドミニク、リチャードの3人が前身となるバンドを結成。当初はカバーバンドで、「ザ・ロータス・イーターズ（The Lotus Eaters）」と名乗っていた。
- 1997年、同じパブリックスクールで育った後輩で、ティムの幼なじみでもあるトムが加わり、バンド名を「チェリー・キーン（Cherry Keane）」に変更する（後に「チェリー」を取り、現在のバンド名になる）。
- 2001年、ドミニクが脱退し、3人編成になる。
- 2003年、インディ・レーベルのFierce Pandaから「Everybody's Changing」、「This Is The Last Time」の2枚のシングルをリリースし、弦楽器を持たないバンドという特異な編成もあいまって大きな注目を浴びる。
- 2004年、デビュー・アルバム『ホープス・アンド・フィアーズ』を発表。新人ながら全英初登場1位など、一気に成功を収める。この年デビューした新人の中で、フランツ・フェルディナンドを上回る、英国内最大のセールスを記録した。8月にはフジロック・フェスティバルで初の来日公演を行った。
- 2005年、U2のサポート・ツアーに参加する。またこの年のLIVE 8に出演するなど、多くの有名ロック・フェスティバルにも参加し、人気を確かなものとする。
- 2006年、セカンド・アルバム『アンダー・ザ・アイアン・シー -深海-』を発表。再び全英初登場1位を記録する大ヒットアルバムとなる。この年トムがドラッグ中毒に悩まされ、サマーソニックなど多くのライブをキャンセルするも、更生施設に入り数ヶ月で復帰する。
- 2008年、サード・アルバム『パーフェクト・シンメトリー』を発表。
- 2010年、ミニアルバム『Night Train』を発表。全英チャート初登場1位を記録。
- 2011年、ジェシーが加わり、現在の4人編成となる。
- 2012年、アルバム『ストレンジランド』を5月7日にリリースし、全英チャート初登場1位を記録。
- 2013年、『The Best of Keane』をリリースして、無期限の活動停止。
- 2019年、活動再開。アルバム『コーズ&エフェクト』を発表。

## その他
- バンド名「Keane」は子供の頃お世話になった「近所のおばさん」の姓をそのままつけたことに由来するといわれている。
- ティムは学生時代、同じロンドン大学の学生だったコールドプレイのクリス・マーティンからキーボーディストとして参加するように頼まれたが、すでにキーンのメンバーとして活動していたので断った。
- 2007年11月、ロンドンで開かれたチャリティーコンサートにて、ティムがグウェン・ステファニーに提供した曲「Early Winter」をセルフカバーし、その音源はクリスマスプレゼントとして公式サイト上で無料配信された。ちなみに、プッシーキャット・ドールズのニコールにも曲を提供しているティムの元にはブリトニー・スピアーズからもコラボレーションの申し入れがあったが、自ら音楽の質を下げるようなことはしたくないという理由から断ったという。

## メンバー

### 現メンバー
- ティム・ライス=オクスリー (Tim Rice-Oxley、1976年6月2日 - )

ピアノ、ベース、シンセサイザー、キーボード、コーラス、ギター、ボーカル (1995年から1997年) 。メインコンポーサー。
- トム・チャップリン (Tom Chaplin、1979年3月8日 - )

ボーカル、キーボード (ライブ時) 、オルガン、アコースティックギター (2003年以前) 。
- リチャード・ヒューズ (Richard Hughes、1975年9月8日 - )

ドラムス、コーラス (ライブ時)
- ジェシー・クイン (Jesse Quin、1981年9月3日 - )

ベース、ギター、シンセサイザー、パーカッション、コーラス

### 旧メンバー
- ドミニク・スコット (Dominic Scott、2001年脱退)

エレクトリックギター、キーボード、ベース、ボーカル (1995年から1997年) 、コーラス (1997年から2001年)
アイルランドのダブリン出身。音楽性の違いが脱退の理由とされる。

## ディスコグラフィ

### スタジオ・アルバム
- 『ホープス・アンド・フィアーズ』 - Hopes and Fears (2004年)
- 『アンダー・ザ・アイアン・シー -深海-』 - Under the Iron Sea (2006年)
- 『パーフェクト・シンメトリー』 - Perfect Symmetry (2008年)
- 『ストレンジランド』 - Strangeland (2012年)
- 『コーズ&エフェクト』 - Cause and Effect (2019年)

## 日本公演
- 2004年

『Fuji Rock Festival 04』 8月1日 苗場スキー場
8月2日 LIQUIDROOM ebisu
12月15日 大阪・なんばHatch、16日 Zepp Tokyo、17日 名古屋・CLUB DIAMOND HALL
- 2006年

『SUMMER SONIC 06』 8月12日 東京、13日 大阪　→出演キャンセル
- 2009年

4月23日 大阪・BIG CAT、24日 東京・新木場STUDIO COAST
『SUMMER SONIC 09』 8月7日 大阪（舞洲サマーソニック大阪特設会場）、9日 千葉マリンスタジアム
- 2012年

9月26日 東京・SHIBUYA-AX